# Supercopa da UEFA de 1998
A Supercopa Europeia de 1998 foi disputada entre Real Madrid e Chelsea. O resultado da partida foi de 1-0 para os ingleses.

## Detalhes
| 28 de agosto de 1998 | Real Madrid | 0–1 | Chelsea   | Stade Louis II, Monaco                                          |
| 20:45 CEST           |             |     | Poyet 82' | Público: 11,589 Árbitro: Marc Batta (França)[carece de fontes?] |

| Real Madrid | Chelsea |

| GK           | 1  | Bodo Illgner       |     |     |
| RB           | 2  | Christian Panucci  |     |     |
| CB           | 4  | Fernando Hierro    |     |     |
| CB           | 5  | Manuel Sanchís (c) |     |     |
| LB           | 3  | Roberto Carlos     |     |     |
| RM           | 22 | Christian Karembeu | 52' | 58' |
| CM           | 10 | Clarence Seedorf   |     |     |
| CM           | 6  | Fernando Redondo   |     |     |
| LM           | 11 | Sávio              |     |     |
| CF           | 8  | Predrag Mijatović  |     | 73' |
| CF           | 7  | Raúl               |     |     |
| Substitutos: |    |                    |     |     |
| GK           | 13 | Pedro Contreras    |     |     |
| DF           | 12 | Iván Campo         |     |     |
| DF           | 19 | Fernando Sanz      |     |     |
| MF           | 14 | Guti               |     |     |
| MF           | 16 | Jaime              |     |     |
| MF           | 17 | Robert Jarni       |     | 73' |
| FW           | 15 | Fernando Morientes | 85' | 58' |
| Treinador:   |    |                    |     |     |
| Guus Hiddink |    |                    |     |     |

| GK              | 1  | De Goeij            |     |     |
| RB              | 17 | Albert Ferrer       | 7'  |     |
| CB              | 6  | Marcel Desailly     |     |     |
| CB              | 5  | Frank Leboeuf       |     |     |
| LB              | 14 | Graeme Le Saux      |     |     |
| RM              | 12 | Michael Duberry     |     |     |
| CM              | 11 | Dennis Wise (c)     |     |     |
| CM              | 16 | Roberto Di Matteo   |     | 63' |
| LM              | 3  | Celestine Babayaro  | 32' |     |
| CF              | 25 | Gianfranco Zola     |     | 83' |
| CF              | 10 | Pierluigi Casiraghi |     | 89' |
| Substitutos:    |    |                     |     |     |
| GK              | 13 | Kevin Hitchcock     |     |     |
| DF              | 21 | Bernard Lambourde   |     |     |
| MF              | 7  | Brian Laudrup       |     | 83' |
| MF              | 8  | Gustavo Poyet       |     | 63' |
| MF              | 24 | Eddie Newton        |     |     |
| MF              | 28 | Jody Morris         |     |     |
| FW              | 19 | Tore André Flo      |     | 89' |
| Treinador:      |    |                     |     |     |
| Gianluca Vialli |    |                     |     |     |

| Homem da partida: Gustavo Poyet (Chelsea) Bandeirinhas: Jacques Mas (França) Pierre Ufrasi (França) | Tempo - 90 minutos. |